# Irkabtum
Irkabtum – słabo znany amorycki król syryjskiego państwa Jamhad, panujący w 2 połowie XVIII wieku p.n.e., syn Nikmepy, brat Jarim-Lima III. Wzmiankowany w dokumentach handlowych pochodzących z Alalach.